# Fort de Vaux
Il forte di Vaux, situato sul territorio dei comuni francesi di Vaux-devant-Damloup e Damloup, sulla riva sinistra della Mosa a sud-est di Verdun, fu il secondo forte a cadere durante la battaglia di Verdun, dopo la cattura da parte dei tedeschi di Fort Douaumont.

## Storia

### Prima battaglia
La battaglia per il suo possesso ebbe luogo tra il 1° e il 7 giugno 1916.
Il 1º giugno, con la copertura di un intenso fuoco di artiglieria, quattro compagnie tedesche del 29º reggimento presero posizione nei pressi del forte.
Il 2 giugno i tedeschi, con l'utilizzo di lanciafiamme costrinsero i francesi a ritirarsi dalle casematte posizionate a Nord, mentre a Nord-Est riuscirono a penetrare nei corridoi che portavano alle caserme inferiori.
La battaglia fu particolarmente violenta a causa delle limitate dimensioni delle gallerie interne (1,70 m. di altezza per 1,20 m. di larghezza), a cui si aggiungeva l'elevato stress psicologico dovuto al buio e al rimbombo delle esplosioni in superficie.
Più di 600 soldati francesi difesero la fortezza sotterranea, sopportando il caldo soffocante e la sete, dovuta alla distruzione dei serbatoi per mano dei cannoneggiamenti tedeschi.
Tra il 4 e il 6 giugno, i tedeschi attaccarono le gallerie occidentali riuscendo a spingere i difensori nelle profondità dei sotterranei, senza però riuscire a prendere i bastioni.
Il 6 giugno venne tentata da parte francese una spedizione di soccorso, rapidamente fermata.
A causa di ciò e delle già pessime condizioni psico-fisiche, il 7 giugno alle 06:00 il maggiore Raynal con un gruppo di 250 sopravvissuti esausti, assetati e affamati, decise di offrire la resa ai tedeschi.
La difesa del Forte di Vaux fu caratterizzata dall'eroismo e dallo spirito delle guarnigioni in esso presenti, comandate dal maggiore Sylvain-Eugene Raynal.
Sotto il suo comando, i francesi riuscirono a sopravvivere a numerosi assalti nemici, includendo attacchi in campo aperto e scontri in barricate nei corridoi.
Il 7 giugno 1916 i difensori furono infine costretti alla resa, anche a causa della scarsità di acqua potabile, le riserve essendo inquinate dalla presenza di molti cadaveri insepolti, oltre che di munizioni, cure mediche e cibo.
Raynal incoraggiò i suoi uomini con la nota frase «On ne vas pas se rendre si facilement!» («Non ci arrenderemo così facilmente!»); più volte egli cercò di inviare messaggi d'aiuto al comando principale attraverso i piccioni viaggiatori. Durante l'ultima comunicazione il maggiore Raynal scrisse «Questo è il mio ultimo piccione».
Al momento della cattura del Forte di Vaux, per onorare la caparbietà e la tenacia dei difensori, le truppe tedesche attaccanti organizzarono spontaneamente una guardia d'onore per i soldati francesi costretti a deporre le armi. Il principe ereditario tedesco intendeva restituire al maggiore Raynal la sua spada, in segno di rispetto per la valorosa resistenza, ma essendo questa irrecuperabile, gli consegnò dapprima un First, un pugnale di un pioniere tedesco e successivamente la spada di un ufficiale francese. Raynal e i suoi soldati rimasero prigionieri in Germania fino all'armistizio dell'11 novembre 1918.

### Seconda battaglia
Il forte venne ripreso dalle truppe francesi nel novembre del 1916, ma non venne successivamente sottoposto a riparazioni se non per alcune parti minori. Così facendo ancora oggi i visitatori possono vedere i danni provocati dalla guerra, anche se alcune strutture interne sono state ricostruite a scopo turistico-educativo.

## Riferimenti nella cultura di massa
Nello sparatutto in prima persona Battlefield 1 sviluppato dalla DICE e pubblicato da EA compare una mappa multiplayer dal nome "Fort di Vaux" in cui si possono rivivere i sanguinosi combattimenti nelle gallerie del forte.